# Universidad Finis Terrae
Universidad Finis Terrae – prywatna uczelnia w Chile, zlokalizowana w Santiago. 